# 异岁扮演

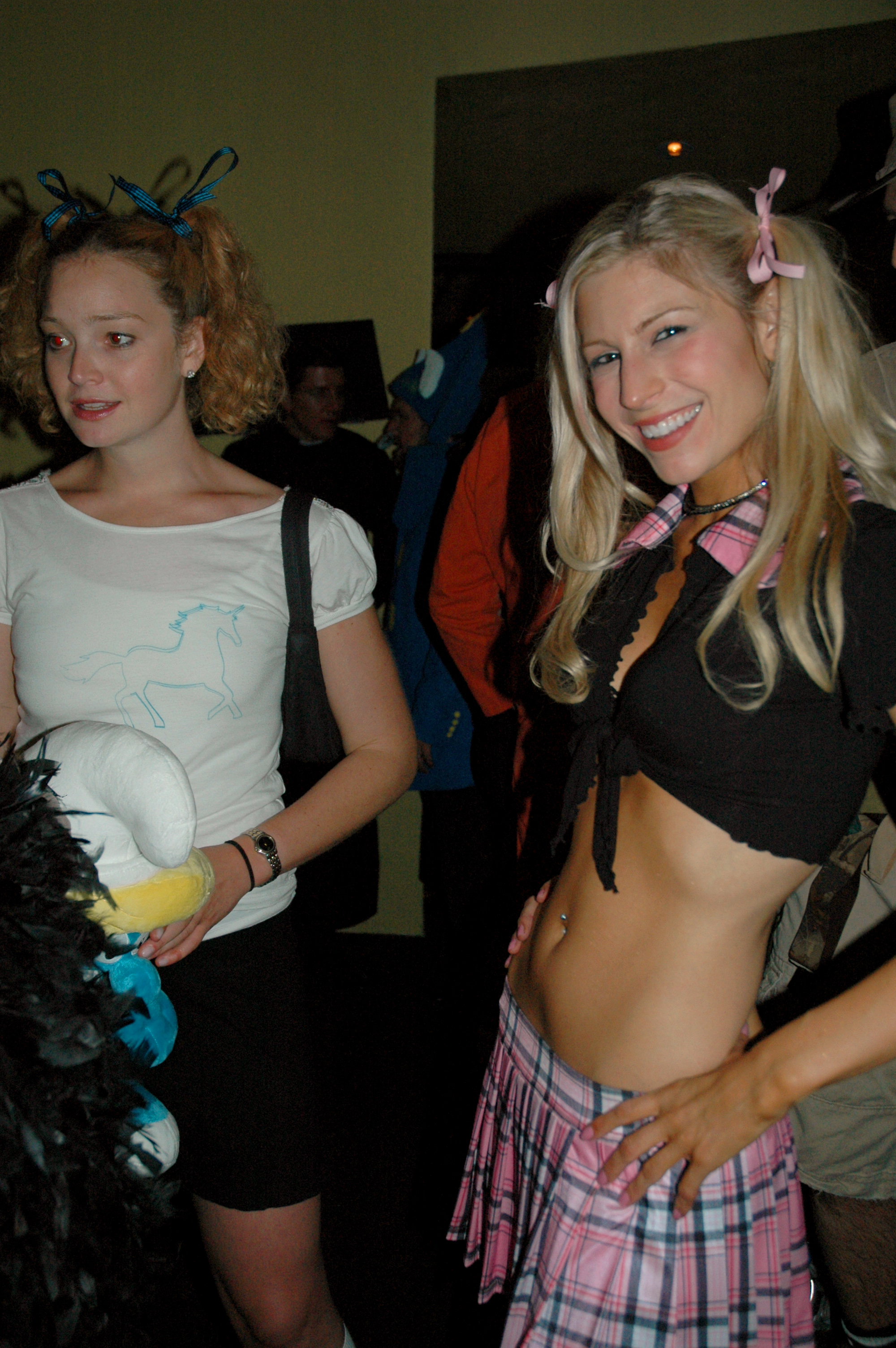
兩名成年女子扮演成年紀比自己小的兒童。

異歲扮演是一種角色扮演的形式，扮演者的個人行為、待人處事的態度或服裝上與他們原本的年齡相異。這種扮演可以是沒有色情意味的、或是在性角色扮演裡以有色情意味的方式呈現。任何年齡都可以是扮演的對象，不過通常會扮演比自己年輕的角色，扮演較自己年長的角色較不多見。

## 色情異歲扮演
異歲扮演可以帶有色情的意味，可以是非常輕微的、或是非常明顯的色情含義。在支配與臣服的關係中，異歲扮演可以強化這樣的情境。
異歲扮演可以模擬亂倫情境，而進行扮演的雙方除了年齡上的扮演、也必須塑造性化的家人形象，在父親的女兒（Daddy's girl）戀物癖形式中，真實或幻想的年齡差異是這類型角色扮演的基礎，而女兒被描繪成年輕的一方。
異歲扮演不被專業的心理學家視為戀童癖或疑似戀童癖。

### 引用
1. ↑  Sybil Holiday; Henkin, Bill; Henkin, William A. . San Francisco: Daedalus Publishing Company. 1996: 60. ISBN 978-1-881943-12-9. OCLC 39923440.
2. ↑  Weiss, Margot D. . Anthropologica. 2006, 48 (2): 229-246. ISSN 0003-5459. JSTOR 25605313. doi:10.2307/25605313.
3. ↑  Aggrawal, 2008, p. 121.
4. ↑  Aggrawal, 2008, p. 147 （页面存档备份，存于）.

## 外部連結
- 维基共享资源上的相關多媒體資源：异岁扮演